# 珙州
珙州，中国古代的州。
元朝末年，明玉珍建立夏国改下罗计长官司為珙州，治所在今四川省珙县老堡寨，辖境相当今四川珙县地，属叙州路。明太祖洪武四年（1371年）明朝灭夏，改珙州为珙县，属于叙州府。